# Colosseum (Bochum)

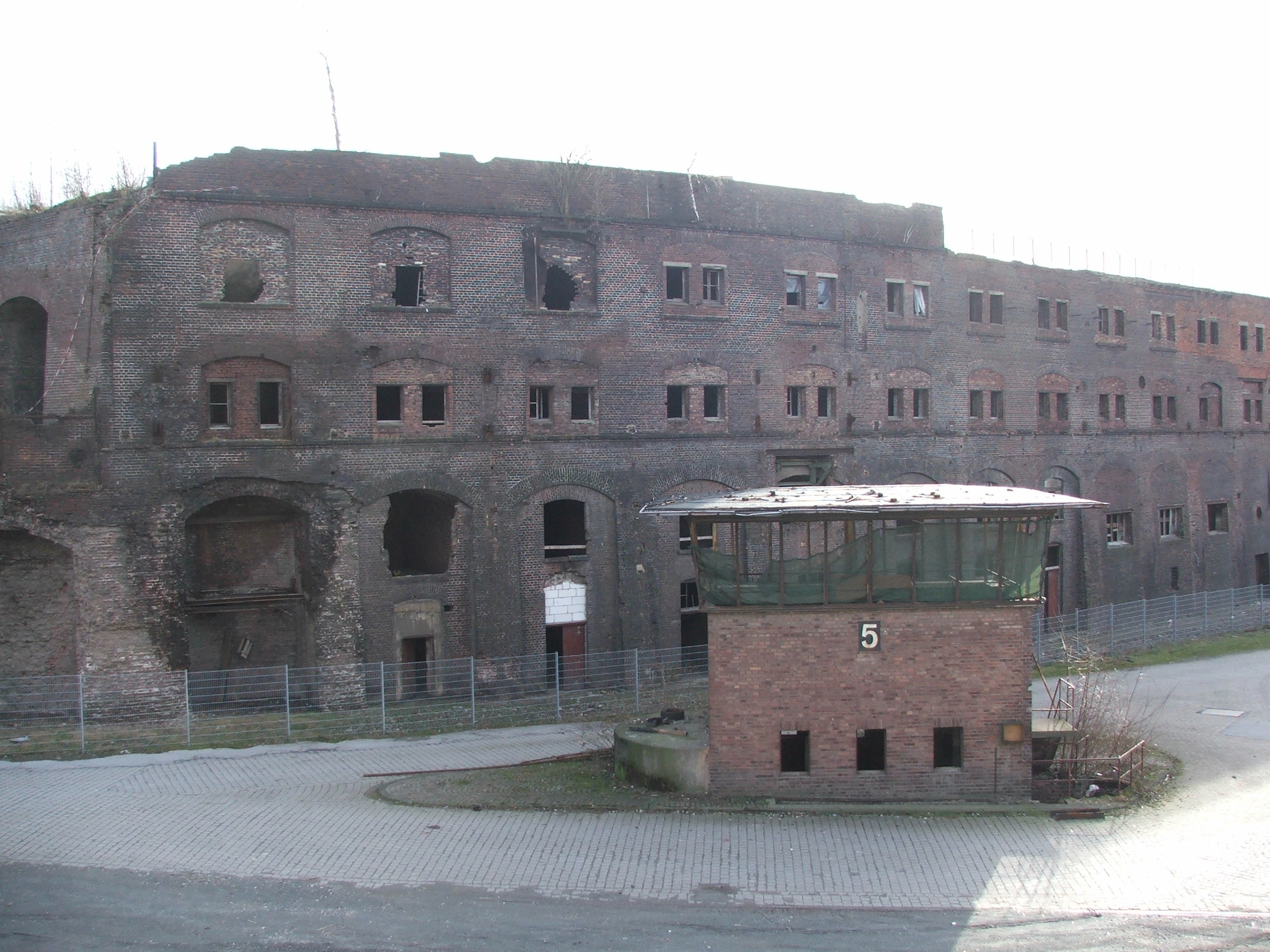
Westlicher Gebäudeteil mit dem ehemaligen Stellwerk des Bochumer Vereins

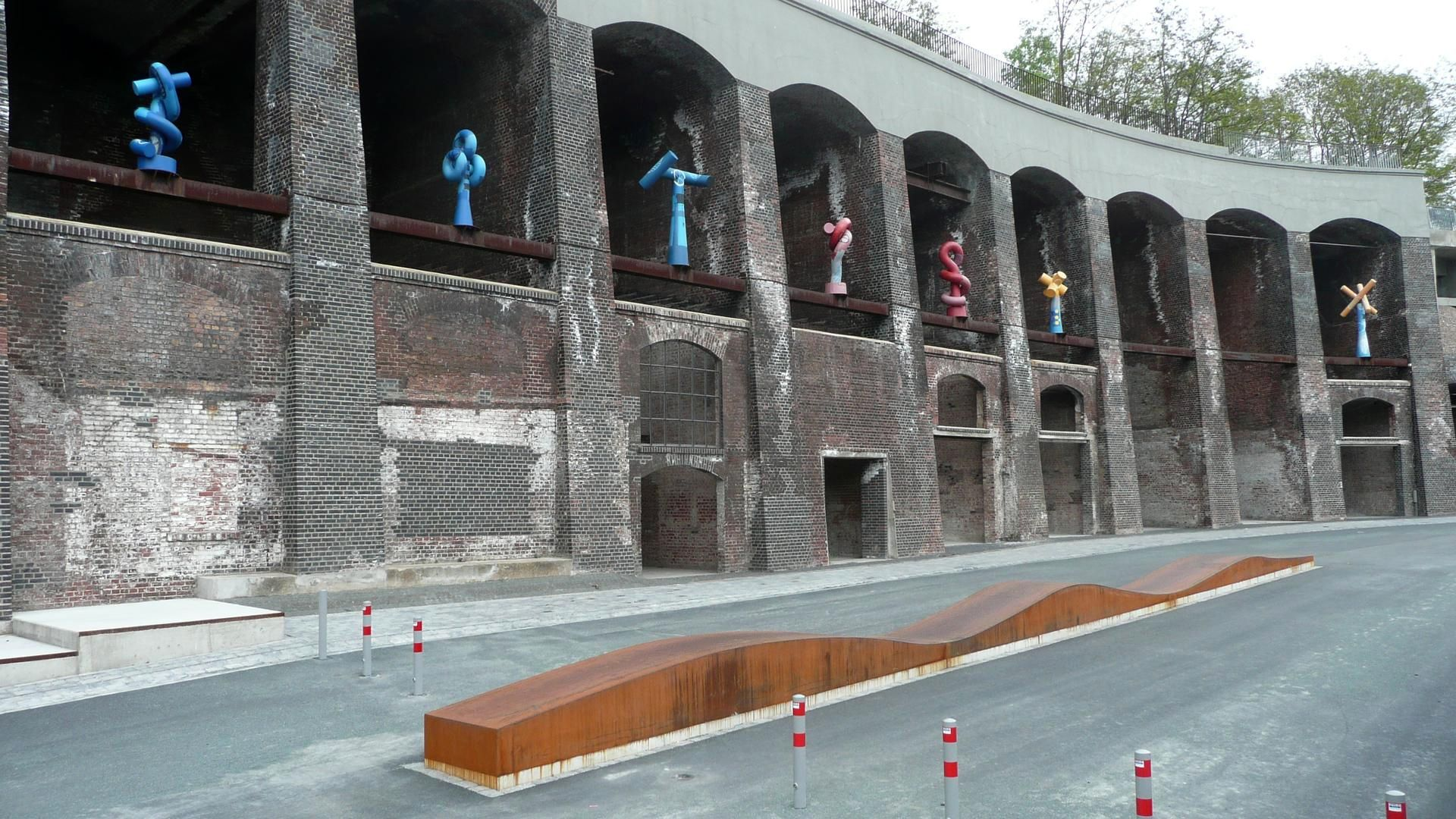
Friedrich Gräsel, DIN 1511, ausgestellt im Colosseum, 1985–1990, 1994, Stahl, bemalt. Standort: Alleestraße, Bochum

Mit Colosseum werden die Reste einer Stützmauer in Bochum am Eingang des ehemaligen Krupp-Geländes an der Alleestraße bezeichnet. Sie bildet heute die südliche Begrenzung des Westparks.
Das 16 Meter hohe Stützmauerwerk aus circa 2,8 Millionen Ziegelsteinen wurde 1911 erbaut und sichert die dahinter liegenden Erdmassen ab. Auf dieser Fläche standen das Martin-Stahlwerk I von 1874/1889 und das 1912 in Betrieb genommene Martin-Stahlwerk II mit Gaserzeugerhalle, Mischerhalle, Ofenhalle und Gießhalle, insgesamt war der Hallenkomplex 300 Meter lang und 100 Meter tief. 1983 wurden die Werke geschlossen und alle Gebäude dem Erdboden gleichgemacht.
Erhalten geblieben sind die Reste des Gebäudes in der westlichen Stützmauer und die daran anschließende Rundbogenfassade im südlichen Bereich. Im Gebäude waren Waschkauen, Büros und Materiallager untergebracht. Es gibt noch diverse Überreste der ehemaligen Nutzung, zum Beispiel Waschbecken und Wannen. Im unteren Teil existieren noch Kriechgänge, die im Zweiten Weltkrieg als Bunkerersatz für die Arbeiter dienten und zu einem weiträumigen, unterirdischen Luftschutzsystem gehörten. Die Rundbogenfassade dient vorläufig zur Präsentation von sieben Stahlskulpturen des Bochumer Künstlers Friedrich Gräsel. 1994 waren sie bereits dort ausgestellt, zwischenzeitlich auf einer Wanderausstellung und seit 2001 – nach Erwerb durch die „Stiftung der Sparkasse Bochum zur Förderung von Kultur und Wissenschaft“ – wurden sie dort bis zum Umbau des Gebäudes platziert. Sie bestehen aus industriellen Normteilen, meistens Rundrohren, die der Künstler zwischen 1985 und 1990 zu Stahlstelen zusammengeschweißt und verschiedenfarbig nach DIN 1511 angestrichen hatte.
Das gesamte Gebäude war stark baufällig, mit Rissen im Mauerwerk, das fünfte Obergeschoss abgebrochen und fehlendem Dachaufbau. 2005 wurde von der Landesentwicklungsgesellschaft NRW und der Stadt Bochum ein Projekt zur Renovierung in Auftrag gegeben, 40 Arbeitslose sollten dabei durch eine ARGE-Qualifizierung einen Job bekommen, was vom Erwerbslosen Forum Deutschland heftig kritisiert wurde. Anfang März 2010 wurde der Platz vor dem Colosseum und das Gebäude selbst nach der abgeschlossenen Renovierung wieder eröffnet. Seitdem werden die Figuren Gräsels dort wieder präsentiert.
Im Jahr 1997 wurde auf der damaligen Krupp-Brache der Frührentner Josef-Anton Gera aus homophoben Gründen von zwei Neonazis angegriffen und verstarb an den Verletzungen. Der Platz vor dem Colosseum wurde am 14. Oktober 2022, dem 25. Jahrestag des Angriffes auf Gera, nach ihm benannt.